# Barrio Nuevo de los Muertos
Barrio Nuevo de los Muertos es una localidad del estado mexicano de Guerrero. Es parte del municipio de Acapulco de Juárez.

## Demografía
| Gráfica de evolución demográfica |
|                                  |

| Censo | Población |
| ----- | --------- |
| 1900  | 149       |
| 1910  | 149       |
| 1921  | 204       |
| 1930  | 204       |
| 1940  | 132       |
| 1950  | 169       |
| 1960  | 629       |
| 1970  | 723       |
| 1980  | 953       |
| 1990  | 791       |
| 2000  | 1 087     |
| 2010  | 1 171     |
| 2020  | 1 264     |